# Joan Vaccaro
Joan Vaccaro (1956) és una física a la Universitat de Griffith i una ex alumna de David Pegg (físic). El seu treball en mecànica quàntica inclou fase quàntica, estats de llum no clàssics, excitació làser coherent de gasos atòmics, gasos atòmics freds, equacions de Schrödinger estocàstiques, teoria de la informació quàntica, referències quàntiques, dualitat ona corpuscle, termodinàmica quàntica i la física fletxa del temps. És membre del Centre de Dinàmica Quàntica i membre del Institute of Physics.

## Treballs
És ben coneguda pel seu treball en l'asimetria quàntica, havent formulat la mida entròpica àmpliament utilitzada AG(ρ) de la capacitat d'un sistema per actuar com a referència i estendre la teoria de recursos quàntics més enllà de la de l'entrellaçament quàntic al mateix temps. Ha estès el principi d'esborrament de Landauer, un resultat clau que connecta la teoria de la informació i la termodinàmica, a l'esborrament de la informació utilitzant diversos reservoris d'entropia per als quals pot haver-hi un cost zero en termes d'energia. Ha establert una connexió entre la violació de la simetria d'inversió de temps (violació T) i la naturalesa del temps. El seu treball proposa la violació T com l'origen de la dinàmica que té implicacions per a la fletxa del temps.